# Teith
La Teith (en anglais : River Teith) est une rivière en Écosse, principal affluent du fleuve la Forth.

## Géographie

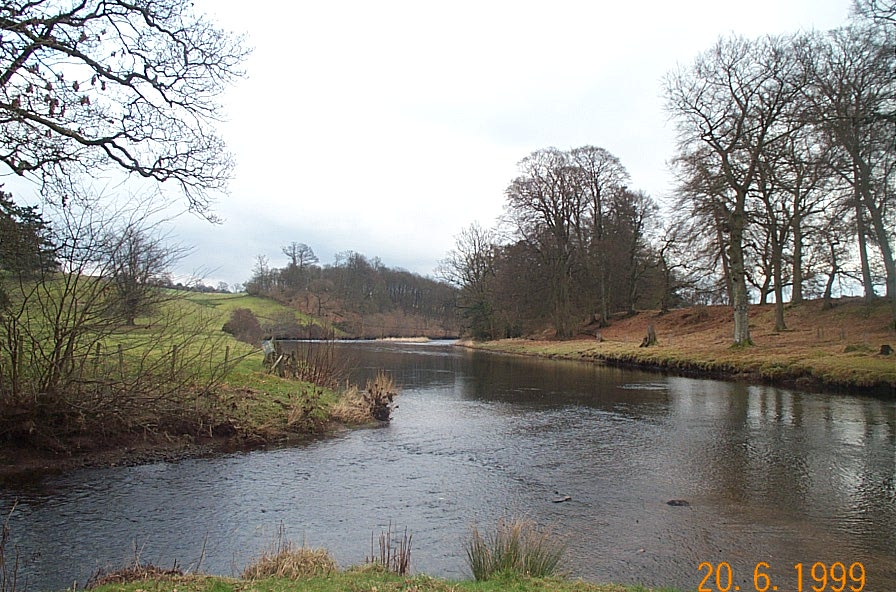
Confluence de l'Ardoch avec la Teith, 3 km en aval de Doune

Elle est formée par la confluence  à Callander (Stirlingshire) de deux rivières plus petites, le Garbh Uisge, émissaire du Loch Lubnaig, et l'Eas Gobhain, émissaire du Loch Venachar. Elle rejoint la Forth en amont de Stirling après un cours de 113 km.